# Могрица
Могрица (укр. Могриця) — село, Могрицкий сельский совет, Сумский район, Сумская область, Украина.
Код КОАТУУ — 5924784601. Население по переписи 2001 года составляло 849 человек. В 2025 году в селе проживает 35 человек.
Является административным центром Могрицкого сельского совета, в который не входят другие населённые пункты.

## Географическое положение
Село Могрица находится на правом берегу реки Псёл, выше по течению на расстоянии в 6 км расположено село Запселье (Краснопольский район), на противоположном берегу — село Великая Рыбица (Краснопольский район).
К селу примыкает большой лесной массив (дуб).

## История
- Вблизи села Могрица обнаружено городище и поселок северян (VIII—X вв.), а также курганный могильник.
- В XIX веке село Могрица было в составе Юнаковской волости Сумского уезда Харьковской губернии. В селе была Владимирская и Николаевская церковь[4].

## Экономика
- Меловые карьеры.
- ООО «Могрицкая».
- ЗАО «Им. Петровского».
- Лесхоз

## Объекты социальной сферы
- Школа.

## Достопримечательности
- Ленд-артовый фестиваль «Могрица».

## Известные люди
- Лиховид Михаил Степанович (1922—1944) — Герой Советского Союза, родился в селе Могрица.
- Лушпа Михаил Афанасьевич (1920) — родился 4 октября 1920 года в селе Могрица. Будучи учеником 9 класса, был выдвинут кандидатом в члены КПСС, став единственным на весь СССР школьником, удостоенным такой чести.